# Валаамская икона Божией Матери
Валаа́мская икона Божией Матери — почитаемая Русской православной церковью и Финляндской архиепископией чудотворная икона Богородицы, написанная в 1878 году в Валаамском монастыре.
Икона находилась на Валааме, отошедшем в 1917 году к Финляндии, до 1940 года, когда после присоединения острова к СССР иноки, вынужденные покинуть Валаам, перенесли образ в Ново-Валаамский монастырь в Финляндии и поместили его в Преображенском соборе, где находится и в настоящее время.
Икона была написана валаамским иеромонахом Алипием (Константиновым) 17 октября 1878 года по типу византийских образов Богоматери «Панагия» (всесвятая) и «Никопея» (победительница). Богородица изображена в полный рост, держащей Богомладенца перед собой. Вместе с тем держава в руке младенца-Христа ведёт своё происхождение от западного образа — Christus Salvator Mundi (рус. Христос - Спаситель мира).
Другая особенность иконы ― изображение Богородицы с босыми ногами.
В нижнюю часть иконы игуменом Гавриилом (Гавриловым) была вложена частица ризы Божией Матери.